# Stephen Newbold
Stephen Newbold, född 5 augusti 1994, är en bahamansk friidrottare.
Han tog OS-brons på 4 x 400 meter stafett i samband med de olympiska friidrottstävlingarna 2016 i Rio de Janeiro..